# Тунджа (община)
Вижте пояснителната страница за други значения на Тунджа.
Община Тунджа се намира в Югоизточна България и е една от съставните общини на област Ямбол.

## География

### Географско положение, граници, големина
Общината е разположена в северозападната част на област Ямбол. С площта си от 1179,882 km2 е най-голямата сред 5-те общините на областта, което съставлява 35,58% от територията на областта. Община е петата след община Сливен, Столична община, община Средец и община Самоков по големина община в България. Освен това тя е една от четирите общини в България (община Родопи, община Марица и община Добрич – селска), административните центрове на които се намират извън територията им.
Границите ѝ са следните:
- на изток – община Стралджа;
- на юг – община Елхово;
- на югозапад – община Тополовград, област Хасково;
- на запад – община Раднево, област Стара Загора и община Нова Загора, област Сливен;
- на северозапад и север – община Сливен, област Сливен.

В северната част на община Тунджа като анклав се намира община Ямбол с общинския център град Ямбол.

### Природни ресурси

#### Релеф
Северната, северозападната и централната част на общината е заета от обширното Ямболско поле със средна надморска височина между 110 и 150 m. От запад на изток то се простира на 30 – 35 km, а от север на юг – 22 – 25 km.
Около него са разположени три ниски възвишения. На изток от полето, в пределите на общината попадат западните, най-високи части на Бакаджиците с връх Свети Сава (Асанбаир, 514,6 m), разположен на 2 km южно от село Търнава, а на запад от полето – източните, ниски части на Светиилийските възвишения. Връх Хисарлъка (345 m), намиращ се на 1,5 km северно от село Савино. Югозападно от Ямболското поле се простират западните, високи части на Манастирските възвишения. В тях, на 1,2 km северозападно от село Голям манастир се издига най-високата им точка – връх Градище 600 m, явяващ се и най-висока точка на цялата община Тунджа.
Югозападно от Светиилийските възвишения и западно от Манастирските възвишения в пределите на община Тунджа попадат крайните източни, хълмисти части на Горнотракийската низина.
Най-ниската точка на общината се намира в южната ѝ част, на границата с община Елхово, в коритото на река Тунджа – 106 m н.в.

#### Води
Основна водна артерия на община Тунджа е река Тунджа, която протича през нея от север на юг с част от долното си течение. На територията на общината река Тунджа получава отляво четири по-големи притока – реките:
- Мочурица – протича през общината с най-долното си течение и се влива в нея югозападно от село Веселиново;
- Ада (19 km). Тя извира на 370 m н.в. южно от връх Калето (488 m) във възвишението Бакаджиците. До село Челник тече на юг, а след това на югозапад в плитка долина през Ямболското поле. Влива се отляво в река Тунджа на 110 m н.в., на 1,6 km североизточно от село Коневец. В миналото реката се е вливала директно в Тунджа, но сега на 1,2 km преди устието си коритото ѝ е преградено и е коригирано в югоизточна посока на протежение 3,7 km успоредно на Тунджа преди да се влее в нея. Площта на водосборния ѝ басейн е малка – 54 km2, което представлява едва 0,64% от водосборния басейн на Тунджа. На нея, североизточно от село Асеново е изграден язовир Асеново.
- Боадере (Геренска река, 27 km) – протича през общината с част от средното и цялото си долно течение. Река Боадере извира на 340 m н.в. от местността Кайкаджа във възвишението Бакаджиците на територията на община Стралджа. Тече на юг, като постепенно завива на югозапад в плитка долина през югоизточната част на Ямболското поле и източно от село Робово навлиза в пределите на община Тунджа. Влива отляво в река Тунджа на 110 m н.в., на 3,2 km югозападно от село Каравелово. Площта на водосборния ѝ басейн е 107 km2, което представлява 1,27% от водосборния басейн на Тунджа. На нея, източно от село Робово е изграден язовир Робово.
- Калница (72 km). Река Калница извира под името Текиря на 203 m н.в. от Светиилийските възвишения, на 1,3 km югоизточно от село Питово, община Нова Загора. По цялото си протежение протича в плитка долина с песъчливо корито и с много малък надлъжен наклон (0,15 m/km). В горното си течение протича през западната част на Ямболското поле, до село Бояджик на изток, а след това до село Генерал Инзово на югоизток, като в този последен участък коритото ѝ е коригирано с водозащитни диги. След това заобикаля от изток Светиилийските възвишения и след село Драма навлиза в община Елхово, а след това и в община Тополовград, където се влива отляво в Синаповска река (десен приток на Тунджа). Площта на водосборния ѝ басейн е 577 km2, което представлява 66,25% от водосборния басейн на Синаповска река. Основни притоци: → ляв приток, ← десен приток. По течението на реката и по някои от нейните притоци са изградени множество микроязовири, използвани за напояване в Ямболското и Елховското полета и за регулиране на оттока – „Бояджик 3“, „Ботево 2“, „Болярско 1“, „Болярско 2“, „Роза 1“, „Роза 3“, „Инзово“, „Малазмак“ и др.

В най-западната част на общината протича горното течение на река Овчарица, ляв приток на река Сазлийка, от басейна на Марица. Тя извира на 310 m н.в. от Светиилийските възвишения, на 1 km източно от връх Острата вила (Острия чатал) (416 m, най-високата точка на възвишенията). До село Златари тече в дълбока долина, след което навлиза в Горнотракийската низина. До вливането си в язовир „Овчарица“ тече на юг, а след това на югозапад, като напуска пределите на община Тунджа и навлиза в община Раднево.

### Населени места
Общината се състои от 44 населени места. Списък на населените места, подредени по азбучен ред, население и площ на землищата им:
| Населено място | Пребр. на населението през 2021 г. | Площ на землището (в км2) | Забележка (старо име)              | Населено място | Пребр. на населението през 2021 г. | Площ на землището (в км2) | Забележка (старо име)           |
| Асеново        | 91                                 | 12,790                    | Упчелии, Асеньово                  | Кукорево       | 1515                               | 18,387                    |                                 |
| Безмер         | 1095                               | 32,582                    | Хамзорен                           | Маломир        | 547                                | 56,409                    | Карапча                         |
| Болярско       | 319                                | 30,242                    | Емирлии                            | Меден кладенец | 167                                | 22,322                    | Баллъ бунар                     |
| Ботево         | 720                                | 43,041                    | Чомлек кьой, Ботьово               | Межда          | 125                                | 16,254                    | Гюбел                           |
| Бояджик        | 1124                               | 48,470                    |                                    | Миладиновци    | 199                                | 37,731                    | Калфа кьой                      |
| Веселиново     | 1272                               | 16,103                    | Азап кьой                          | Могила         | 504                                | 18,762                    |                                 |
| Видинци        | 16                                 | 9,686                     | Арабходжа, Видин                   | Овчи кладенец  | 305                                | 46,434                    | Коюн бунар                      |
| Генерал Инзово | 618                                | 43,596                    | Ак бунар, Инзово                   | Окоп           | 618                                | 118,783                   | Инджек сарлии                   |
| Генерал Тошево | 257                                | 41,235                    | Талашманлии                        | Победа         | 523                                | 33,598                    | Мансарлии                       |
| Голям манастир | 269                                | 43,233                    | Голям мънастир                     | Робово         | 102                                | 14,238                    | Кул кьой                        |
| Гълъбинци      | 279                                | 38,792                    | Мусукоджалии, Гълъбици             | Роза           | 1040                               | 48,570                    | Гюлюмяново, Гюлово              |
| Дражево        | 763                                | 15,405                    | Атлии, Борисово                    | Савино         | 91                                 | 20,880                    | Гюбел Курфалии                  |
| Драма          | 58                                 | 19,232                    | Драмска                            | Симеоново      | 245                                | 28,583                    | Отманлии                        |
| Дряново        | 74                                 | 15,368                    | Казълджиклии                       | Скалица        | 457                                | 49,326                    | Каяджик                         |
| Завой          | 1001                               | 11,590                    | Кулаклии                           | Сламино        | 133                                | 20253                     | Салманлари                      |
| Златари        | 127                                | 23,467                    | Коемджи гидик, Полковник Златарево | Стара река     | 382                                | 6,938                     | Урум чифлик                     |
| Кабиле         | 958                                | 14,618                    | Тавшан тепе, Извор                 | Тенево         | 1356                               | 61,419                    | Фъндъклии, Тервел               |
| Калчево        | 504                                | 22,046                    | Митирис                            | Търнава        | 142                                | 15,794                    |                                 |
| Каравелово     | 204                                | 29,830                    | Бей кьой                           | Хаджидимитрово | 645                                | 17,661                    | Нова махла                      |
| Козарево       | 330                                | 11,010                    | Кадъ кьой                          | Ханово         | 568                                | 39,336                    |                                 |
| Коневец        | 128                                | 20,993                    | Кая бурун                          | Чарган         | 531                                | 25,013                    |                                 |
| Крумово        | 490                                | 31,276                    | Гююмлии                            | Челник         | 275                                | 27,586                    | Гидиклии                        |
|                |                                    |                           |                                    | ОБЩО           | 21167                              | 1179,882                  | няма населени места без землища |

## Избори

### Местни избори 1995
На проведените на 29 октомври 1995 година избори за кмет на община Тунджа се явяват 4 кандидата:
- Иван Христов Иванов (1146 гласа) от Български бизнес блок
- Костадин Димитров Георгиев (10456 гласа) от Коалиция БСП, БЗНС Александър Стамболийски, ПК Екогласност
- Нико Георгиев Даскалов (949 гласа) от Български земеделски народен съюз „Никола Петков“
- Димитър Минков Саллаков (5651 гласа) от коалиция НС, БЗНС, ДП, СДС, Съюз „Нов Избор

Костадин Георгиев печели изборите на първи тур и започва своя 3 мандат като кмет на общината.

### Местни избори 1999
Местните избори през 1999 година се провеждат на 16 октомври. За участие в изборите се регистрират 5 кандидата:
- Ангел Стоянов Ангелов (1539 гласа) от Българска Евролевица
- Костадин Димитров Георгиев (3463 гласа) издигнат от Инициативен комитет
- Теньо Момчилов Монев (473 гласа) издигнат от партия „Федерация Царство България“
- Руси Цвятков Славов (6636 гласа) издигнат от коалиция БСП, БЗНС Ал. Стамболийски, Български бизнес блок, Съюз за отечеството
- Георги Петров Георгиев (5392 гласа) издигнат от Обединени демократични сили.

На първи тур никой не успява да спечели повече от 50% от вота на гражданите. На балотаж се класират Руси Цвятков и Георги П. Георгиев. 
Вторият тур се провежда на 23 октомври 1999 година. Руси Цвятков печели изборите за кмет на община Тунджа с 8590 гласа, срещу 7483 гласа за Георги Петров Георгиев. 

### Местни избори 2003
След смъртта на Руси Цветков през лятото на 2003 година, за временно изпълняващ дейността кмет е избрана Мария Бейчева до провеждането на местният вот.
Местните избори през 2003 година се провеждат на 26 октомври.
За участие в изборите се регистрират 7 кандидата за кмет на община Тунджа:
- Георги Петров Георгиев (2951 гласа) от коалиция „За Тунджа“
- Вълко Христов Атанасов (724 гласа) от БЗНС
- Кольо Атанасов Колев (923 гласа) от партия Съюз на свободните демократи
- Коста Христов Костов (707 гласа) от БЗНС Александър Стамболийски
- Георги Стоянов Георгиев (5463 гласа) от БСП и коалиция
- Мария Стойкова Бейчева (1629 гласа) от Българска социалдемокрация
- Милчо Коев Йовчев (961 гласа) издигнат от Инициативен комитет.

На проведеният балотаж изборите печели Георги Стоянов Георгиев от БСП с 8200 гласа, срещу 6359 гласа за Георги Петров Георгиев от коалиция За Тунджа.

### Местни избори 2007
Първият тур на местните избори се провеждат на 28 октомври. За участие се регистрират 5 кандидата:
- Георги Иванов Георгиев (966 гласа) от коалиция Нашата община (Новото време, РЗС, Движение за единение на нацията)
- Георги Стоянов Георгиев (6238 гласа) от коалиция БСП, Български социалдемократи
- Иван Димитров Георгиев (1444 гласа) от Коалиция Земеделци и социалдемократи за община Тунджа (ЗС Ал. Стамболийски, Политическо движение Социалдемократи)
- Георги Петров Георгиев (4562 гласа) от ГЕРБ и коалиция (Герб, ЗНС, ССД, СДС, ДСБ, Дром – движение за равноправен обществен модел)
- Енчо Калев Кенаров (1285 гласа) от ПП АТАКА.

За балотаж се класират Георги Стоянов Георгиев и Георги Петров Георгиев.
Вторият тур се провежда на 4 ноември. На него Георги Стоянов Георгиев печели изборите с 7136 гласа срещу 6164 гласа за Георги Петров Георгиев.

### Местни избори 2011
Първият тур на местните избори през 2011 година се провежда на 23 октомври.
За участие в изборите се регистрират 11 кандидата:
- Иван Георгиев Йоргов (3881 гласа) издигнат от ПП ГЕРБ
- Георги Ст. Георгиев (5856 гласа) издигнат от ПП БСП
- Стратия Тодоров Колев (305 гласа) издигнат от ПП АТАКА
- Димитринка Момчева Димитрова (108 гласа) издигната от ПП БЗНС
- Жеко Георгиев Колев (796 гласа) издигнат от ПП РЗС
- Георги Иванов Георгиев (824 гласа) издигнат от КП Възраждане за Тунджа (ПД Социалдемократи, Новото време, ВМРО-НИЕ, НДСВ)
- Кольо Атанасов Колев (320 гласа) издигнат от КП Пария на зелените и ОДС (Партия на зелените, ОДС-общност на демократичните сили, Движение Гергьовден)
- Станчо Кирилов Стоименов (205 гласа) издигнат от КП Синята коалиция (ДСБ,СДС, ОЗ)
- Моньо Илиев Монев (41 гласа) издигнат от ПП ДРОМ
- Татяна Динева Динева (74 гласа) издигната от ПП Нова сила
- Георги Петров Георгиев (1115 гласа) издигнат от КП Земеделска коалиция за Тунджа (ЗНС, ЗС Ал. Стамболийски).

Никой не успява да спечели изборите на първи тур. За балотаж се класират Иван Георгиев Йоргов и Георги Ст. Георгиев.
На проведеният втори тур, изборите печели Георги Стоянов Георгиев с 7973 гласа срещу 5589 гласа за Иван Георгиев Йоргов. 

### Местни избори 2015
Местният вот през 2015 година се провежда на 25 октомври. 
За участие в изборите се регистрират 8 кандидата:
- Марчо Илиев Костов (167 гласа) от Българска радикална левица (БЛ, БРП(к), БРСП)
- Иван Йорданов Георгиев (485 гласа) издигнат от ПП НФСБ
- Здравко Стефанов Златаров (713 гласа) издигнат от ПП АБВ
- Георги Стоянов Георгиев (6196 гласа) издигнат от коалиция БСП-ЗС Ал. Стамболийски
- Денис Танчев Йовчев (233 гласа) издигнат от Нова алтернатива
- Панайот Грудев Диманов (3980 гласа) издигнат от ПП ГЕРБ
- Георги Иванов Георгиев (1515 гласа) издигнат от коалиция Народен съюз за Тунджа
- Жени Колева Петрова (269 гласа) издигната от КП Реформаторски блок.

За втори тур се класират Георги Ст. Георгиев и Панайот Диманов.
На проведеният балотаж изборите за кмет на община Тунджа печели Георги Стоянов Георгиев с 6691 гласа срещу 5307 гласа за Панайот Диманов.

### Местни избори 2019
Първият тур се провежда на 27 октомври.
За участие се регистрират 5 кандидата:
- Иван Георгиев Йоргов (1298 гласа) издигнат от ПП АБВ
- Георги Иванов Георгиев (797 гласа) издигнат от ПП ВМРО-БНД
- Георги Стоянов Георгиев (5857 гласа) издигнат от КП БСП за България
- Атанас Христов Христов (3320 гласа) издигнат от МК ГЕРБ, Атака, ЗС Ал. Стамболийски, СДС
- Христо Славов Василев (317 гласа) издигнат от МК НФСБ, БЗНС

С вот не подкрепям никого са гласували 406 души.
За балотаж се класират Георги Ст. Георгиев и Атанас Христов. 
Вторият тур се провежда на ноември 2019 година. Изборите печели Георги Стоянов Георгиев с 5873 гласа срещу 4009 гласа за Атанас Христов Христов. 

### Местни избори 2023
Местните избори през 2023 година се провеждат на 29 октомври. За участие в него се регистрират 6 кандидата:
- Георги Стоянов Георгиев (4387 гласа) издигнат от КП БСП за България
- Христо Дянков Михов (1783 гласа) издигнат от ПП ГЕРБ
- Стратия Тодоров Колев (412 гласа) издигнат от ПП Възраждане
- Гроздан Георгиев Грозев (110 гласа) издигнат от ПП ДПС
- Иван Георгиев Георгиев (212 гласа) издигнат от коалиция Продължаваме промяната-Демократична България
- Станчо Димитров Ставрев (4281 гласа) издигнат от Местна коалиция България на регионите (Нова България, НППБ, Има такъв народ, ВМРО-БНД, Левицата!).

С не подкрепям никого са гласували 206 човека
Никой не успява да спечели изборите на първи тур. 
Вторият тур се провежда на 5 ноември. За него се класират Георги Георгиев и Станчо Ставрев. Изборите печели Станчо Димитров Ставрев с 5538 гласа срещу 4350 гласа за Георги Георгиев. 

## Кмет
След проведените местни избори през 2023 година, кмет на общината е Станчо Ставрев от Местна коалиция България на регионите (К България на регионите, П Има такъв народ, П ВМРО-БНД, К Левицата!). Той печели убедително втори тур на изборите с 1188 гласа разлика срещу управляваният пет поредни мандата Георги Георгиев (БСП). Така за пръв път в историята си, община Тунджа се управлява от партия различна от БСП.

## Административно-териториални промени
- през 1879 г. – преименувано е с. Араб ходжа на с. Видин без административен акт;
- Указ № 87/обн. 20.02.1890 г. – преименува с. Ибрахимлии на с. Свобода;
- Указ № 400/обн. 17.07.1890 г. – преименува с. Упчелии на с. Асеньово;

– преименува с. Кадъ кьой на с. Козарево;
– преименува с. Отманлии на с. Симеоново;
– преименува с. Урум чифлик на с. Стара река;
- Указ № 435/обн. 14.09.1890 г. – преименува с. Гююмлии на с. Крумово;
- Указ № 582 /обн. 12.11.1890 г. – преименува с. Атлии на с. Борисово;

– преименува с. Тавшан тепе (Тафтан) на с. Извор;
- Указ № 267/обн. 07.06.1891 г. – преименува с. Нова махла на с. Хаджидимитрово;
- Указ № 435/обн. 24.08.1892 г. – преименува с. Чомлек кьой на с. Ботьово;
- Указ № 178/обн. 09.04.1893 г. – преименува с. Казълджиклии на с. Дряново;
- през 1921 г. – осъвременено е името на с. Голям мънастир на с. Голям манастир без административен акт;
- Указ № 691/обн. 15.12.1922 г. – признава м. Драмска за село и го преименува на с. Драма;
- МЗ № 820/обн. 14.08.1934 г. – преименува с. Хамзорен на с. Безмер;

– преименува с. Емирлии на с. Болярско;
– преименува с. Азап кьой на с. Веселиново;
– преименува с. Ак бунар на с. Генерал Инзово;
– преименува с. Талашманлии на с. Генерал Тошево;
– преименува с. Мусукоджалии на с. Гълъбици;
– преименува с. Гюлюмяново на с. Гюлово;
– преименува с. Кулаклии на с. Завой;
– преименува с. Бей кьой на с. Каравелово;
– преименува с. Кая бурун на с. Коневец;
– преименува с. Карапча на с. Маломир;
– преименува с. Баллъ бунар на с. Меден кладенец;
– преименува с. Гюбел на с. Межда;
– преименува с. Калфа кьой на с. Миладиновци;
– преименува с. Мидирис на с. Митирис;
– преименува с. Коюн бунар на с. Овчи кладенец;
– преименува с. Инджек сарлии на с. Окоп;
– преименува с. Мансарлии на с. Победа;
– преименува с. Коемджи гидик на с. Полковник Златарево;
– преименува с. Кул кьой на с. Робово;
– преименува с. Гюбел Курфалии на с. Савино;
– преименува с. Каяджик на с. Скалица;
– преименува с. Салманлари (Саманларе) на с. Сламино;
– преименува с. Фъндъклии (Пъндъклии) на с. Тервел;
– преименува с. Гидиклии на с. Челник;
- Указ № 949/обн. 08.12.1949 г. – преименува с. Свобода на с. Кунево;
- Указ № 45/обн. 08.02.1950 г. – преименува с. Борисово на с. Дражево;
- Указ № 131/обн. 14.03.1950 г. – преименува с. Видин на с. Видинци;
- Указ № 360/обн. 02.08.1950 г. – преименува с. Извор на с. Кабиле;

– преименува с. Тервел на с. Тенево;
- Указ № 47/обн. 09.02.1951 г. – преименува с. Генерал Инзово на с. Инзово;

– преименува с. Полковник Златарево на с. Златари;
– преименува с. Митирис на с. Калчево;
– преименува с. Гюлово на с. Роза;
- през 1956 г. – осъвременено е името на с. Ботьово на с. Ботево без административен акт;
- през 1965 г. – осъвременено е името на с. Асеньово на с. Асеново без административен акт;
- Указ № 960/обн. 4 януари 1966 г. – отстранява грешката в името на с. Гълъбици на с. Гълъбинци;
- Указ № 889/обн. 20.05.1975 г. – възстановява старото име на с. Инзово на с. Генерал Инзово;
- Указ № 2294/обн. 26.12.1978 г. – заличава с. Кунево поради изселване;
- Указ № 3005/обн. 09.10.1987 г. – създава община Тунджа с административен център гр. Ямбол, която включва с. Търнава от община Стралджа и всичките населени места от бившите общини Скалица и Тенево;

– закрива община Скалица и присъединява включените в състава ѝ населени места към община Тунджа;
– закрива община Тенево и присъединява включените в състава ѝ населени места към община Тунджа;
– отделя с. Търнава и землището му от община Стралджа и го присъединява към община Тунджа.

## Население
Численост на населението според преброяванията през годините:
| Година на преброяване | Численост |
| 1934                  | 52 889    |
| 1946                  | 59 006    |
| 1956                  | 58 827    |
| 1965                  | 54 072    |
| 1975                  | 46 125    |
| 1985                  | 39 145    |
| 1992                  | 34 819    |
| 2001                  | 31 403    |
| 2011                  | 24 155    |
| 2021                  | 21 167    |

### Етнически състав
Преброяване на населението през 2011 г.
Численост и дял на етническите групи според преброяването на населението през 2011 г., по населени места (подредени по численост на населението):
| Населено място | Численост | Численост | Численост | Численост | Численост | Численост           | Численост     | Населено място | Дял (в %) | Дял (в %) | Дял (в %) | Дял (в %) | Дял (в %)           | Дял (в %)     |
| Населено място | Общо      | Българи   | Турци     | Цигани    | Други     | Не се самоопределят | Не отговорили | Населено място | Българи   | Турци     | Цигани    | Други     | Не се самоопределят | Не отговорили |
| Общо           | 24155     | 20374     | 106       | 1990      | 157       | 173                 | 1355          | 100,00         | 84,34     | 0,43      | 8,23      | 0,64      | 0,71                | 5,60          |
| -------------- | --------- | --------- | --------- | --------- | --------- | ------------------- | ------------- | -------------- | --------- | --------- | --------- | --------- | ------------------- | ------------- |
| Асеново        | 95        | 92        | 0         |           | 0         |                     | 1             | Асеново        | 96,84     | 0,00      | 0,00      |           |                     | 1,05          |
| Безмер         | 1143      | 931       |           | 18        |           |                     | 186           | Безмер         | 81,45     |           | 1,57      |           |                     | 16,27         |
| Болярско       | 317       | 307       | 0         | 0         |           |                     | 7             | Болярско       | 96,84     | 0,00      | 0,00      |           |                     | 2,20          |
| Ботево         | 915       | 640       |           | 183       | 10        |                     | 81            | Ботево         | 69,94     |           | 20,00     | 3,15      |                     | 8,85          |
| Бояджик        | 1375      | 1138      | 3         | 144       |           |                     | 85            | Бояджик        | 82,76     | 0,21      | 10,47     |           |                     | 6,18          |
| Веселиново     | 1174      | 723       | 3         | 221       |           |                     | 225           | Веселиново     | 61,58     | 0,25      | 18,82     |           |                     | 19,16         |
| Видинци        | 27        | 27        | 0         | 0         | 0         | 0                   | 0             | Видинци        | 100,00    | 0,00      | 0,00      | 0,00      | 0,00                | 0,00          |
| Генерал Инзово | 870       | 835       | 0         | 3         | 10        | 5                   | 17            | Генерал Инзово | 95,97     | 0,00      | 0,34      | 1,14      | 0,97                | 1,95          |
| Генерал Тошево | 355       | 350       |           | 0         |           |                     | 3             | Генерал Тошево | 98,59     |           | 0,00      |           |                     | 0,84          |
| Голям манастир | 373       | 321       | 0         | 5         |           |                     | 44            | Голям манастир | 86,05     | 0,00      | 1,34      |           |                     | 11,79         |
| Гълъбинци      | 364       | 352       | 0         | 4         | 2         | 0                   | 6             | Гълъбинци      | 96,70     | 0,00      | 1,09      | 0,54      | 0,00                | 1,64          |
| Дражево        | 690       | 488       | 0         | 84        |           |                     | 117           | Дражево        | 70,72     | 0,00      | 12,17     |           |                     | 16,95         |
| Драма          | 78        | 70        | 0         | 5         | 3         | 0                   | 0             | Драма          | 89,74     | 0,00      | 6,41      | 3,84      | 0,00                | 0,00          |
| Дряново        | 110       | 101       | 0         | 7         | 0         | 0                   | 2             | Дряново        | 91,81     | 0,00      | 6,36      | 0,00      | 0,00                | 1,81          |
| Завой          | 1028      | 630       | 0         | 282       | 0         | 103                 | 13            | Завой          | 61,28     | 0,00      | 27,43     | 0,00      | 10,01               | 1,26          |
| Златари        | 176       | 163       | 0         |           | 3         |                     | 8             | Златари        | 92,61     | 0,00      |           | 1,70      |                     | 4,54          |
| Кабиле         | 984       | 937       | 0         | 8         |           |                     | 30            | Кабиле         | 95,22     | 0,00      | 0,81      |           |                     | 3,04          |
| Калчево        | 514       | 435       | 0         | 12        | 6         | 0                   | 61            | Калчево        | 84,63     | 0,00      | 2,33      | 1,16      | 0,00                | 11,86         |
| Каравелово     | 339       | 287       | 0         | 38        | 9         | 0                   | 5             | Каравелово     | 84,66     | 0,00      | 11,20     | 2,65      | 0,00                | 1,47          |
| Козарево       | 391       | 292       | 0         | 92        | 3         | 0                   | 4             | Козарево       | 74,68     | 0,00      | 23,52     | 0,76      | 0,00                | 1,02          |
| Коневец        | 204       | 189       | 6         | 5         |           |                     | 1             | Коневец        | 92,64     | 2,94      | 2,45      |           |                     | 0,49          |
| Крумово        | 577       | 519       |           | 49        | 4         |                     | 1             | Крумово        | 89,94     |           | 8,49      | 0,69      |                     | 0,17          |
| Кукорево       | 1550      | 1355      | 0         | 129       | 11        | 5                   | 50            | Кукорево       | 87,41     | 0,00      | 8,32      | 0,70      | 0,32                | 3,22          |
| Маломир        | 820       | 751       | 0         | 32        | 10        | 18                  | 9             | Маломир        | 91,58     | 0,00      | 3,90      | 1,21      | 2,19                | 1,09          |
| Меден кладенец | 248       | 85        | 0         | 0         | 0         | 0                   | 163           | Меден кладенец | 34,27     | 0,00      | 0,00      | 0,00      | 0,00                | 65,27         |
| Межда          | 179       | 145       | 0         | 7         |           |                     | 25            | Межда          | 81,00     | 0,00      | 3,97      |           |                     | 13,96         |
| Миладиновци    | 281       | 243       | 0         | 29        |           |                     | 6             | Миладиновци    | 86,47     | 0,00      | 10,32     |           |                     | 2,13          |
| Могила         | 457       | 337       | 0         | 85        |           |                     | 30            | Могила         | 73,74     | 0,00      | 18,59     |           |                     | 6,56          |
| Овчи кладенец  | 520       | 496       |           | 6         | 12        |                     | 3             | Овчи кладенец  | 95,38     |           | 1,15      | 2,30      |                     | 0,57          |
| Окоп           | 679       | 595       | 17        | 61        |           |                     | 4             | Окоп           | 87,62     | 2,50      | 8,98      |           |                     | 0,58          |
| Победа         | 557       | 525       |           | 12        |           | 0                   | 17            | Победа         | 94,25     |           | 2,15      |           | 0,00                | 3,05          |
| Робово         | 134       | 66        | 0         | 68        | 0         | 0                   | 0             | Робово         | 49,25     | 0,00      | 50,74     | 0,00      | 0,00                | 0,00          |
| Роза           | 1226      | 1204      |           |           |           |                     | 9             | Роза           | 98,20     |           |           |           |                     | 0,73          |
| Савино         | 174       | 149       | 0         | 4         | 0         | 0                   | 21            | Савино         | 85,63     | 0,00      | 2,29      | 0,00      | 0,00                | 12,06         |
| Симеоново      | 285       | 275       |           | 4         | 4         |                     | 1             | Симеоново      | 96,49     |           | 1,40      | 1,40      |                     | 0,35          |
| Скалица        | 596       | 539       |           | 43        | 8         |                     | 5             | Скалица        | 90,43     |           | 7,21      | 1,34      |                     | 0,83          |
| Сламино        | 186       | 179       | 0         | 4         |           |                     | 1             | Сламино        | 96,23     | 0,00      | 2,15      |           |                     | 0,53          |
| Стара река     | 292       | 266       | 0         | 18        |           |                     | 2             | Стара река     | 91,09     | 0,00      | 6,16      |           |                     | 0,68          |
| Тенево         | 1509      | 1403      | 61        | 3         | 11        | 11                  | 20            | Тенево         | 92,97     | 4,04      | 0,19      | 0,72      | 0,72                | 1,32          |
| Търнава        | 196       | 128       | 0         | 0         | 0         | 0                   | 68            | Търнава        | 65,30     | 0,00      | 0,00      | 0,00      | 0,00                | 34,69         |
| Хаджидимитрово | 635       | 360       | 5         | 261       | 0         | 6                   | 3             | Хаджидимитрово | 56,69     | 0,78      | 41,10     | 0,00      | 0,94                | 0,47          |
| Ханово         | 647       | 627       | 0         | 14        |           |                     | 2             | Ханово         | 96,90     | 0,00      | 2,16      |           |                     | 0,30          |
| Чарган         | 574       | 539       |           | 9         | 6         |                     | 19            | Чарган         | 93,90     |           | 1,56      | 1,04      |                     | 3,31          |
| Челник         | 311       | 280       | 0         | 27        | 4         | 0                   | 0             | Челник         | 90,03     | 0,00      | 8,68      | 1,28      | 0,00                | 0,00          |

### Вероизповедания
Численост и дял на населението по вероизповедание според преброяването на населението през 2011 г.:
|                     | Численост | Дял (в %) |
| Общо                | 24 155    | 100,00    |
| Православие         | 16 183    | 66,99     |
| Католицизъм         | 113       | 0,46      |
| Протестантство      | 522       | 2,16      |
| Ислям               | 50        | 0,20      |
| Друго               | 11        | 0,04      |
| Нямат               | 1 508     | 6,24      |
| Не се самоопределят | 1 392     | 5,76      |
| Непоказано          | 4 376     | 18,11     |

## Транспорт
През общината преминават два участъка от Железопътната мрежа на България с обща дължина 32,6 km.
- В северната част на общината, от запад на североизток, на протежение от 12,5 km – 2 участъка (6,2 km преди община Ямбол и 6,3 km след община Ямбол) от трасето на жп линията Пловдив – Стара Загора – Зимница – Бургас;
- В централната част, от север на юг, на протежение от 20,1 km – участък от трасето на жп линията Ямбол – Елхово.

През общината преминават частично 13 пътя от Републиканската пътна мрежа на България с обща дължина 260,6 km:
- участък от 16 km от автомагистрала Тракия (от km 273,4 до km 289,4);
- участък от 36,9 km от Републикански път I-7 (от km 249,9 до km 286,8);
- 2 участъка с обща дължина от 22 km от Републикански път II-53 (от km 134,1 до km 138,9 и от km 152,4 до km 169,6);
- участък от 36,8 km от Републикански път III-536 (от km 5,6 до km 42,4);
- участък от 6,4 km от Републикански път III-555 (от km 30,9 до km 37,3);
- последният участък от 19,2 km от Републикански път III-5304 (от km 1,4 до km 20,6);
- участък от 7,3 km от Републикански път III-5305 (от km 5,8 до km 13,1);
- началният участък от 9 km от Републикански път III-5308 (от km 0 до km 9,0);
- участък от 23,9 km от Републикански път III-5503 (от km 11,5 до km 35,4);
- последният участък от 22,2 km от Републикански път III-6601 (от km 17,2 до km 39,4);
- последният участък от 12,7 km от Републикански път III-7008 (от km 20 до km 32,7);
- участък от 11,1 km от Републикански път III-7072 (от km 12,8 до km 23,9);
- последният участък от 37,1 km от Републикански път III-7602 (от km 9,3 до km 46,4).

## Топографска карта
- Лист от карта K-35-53. Мащаб: 1 : 100 000.
- Лист от карта K-35-54. Мащаб: 1 : 100 000.
- Лист от карта K-35-65. Мащаб: 1 : 100 000.
- Лист от карта K-35-66. Мащаб: 1 : 100 000.

## Побратимени общини
Руза, Руска федерация
 Болград, Република Украйна
 Домокос, Република Гърция
 Мангуалде, Република Португалия
 Мадаба, Хашемитско кралство Йордания
 Варта, Република Полша
 Къркларели, Турция